# 箕輪村 (愛知県)
箕輪村（みのわむら）は、愛知県碧海郡にあった村。現在の安城市の一部にあたる。

## 地理
長田川の開析谷の奥深くに位置していた。

## 歴史
- 明治20年（1887年）代、長田川沿いにガラ紡工場が設けられる[2]。
- 1889年（明治22年）10月1日、町村制の施行により、碧海郡箕輪村が単独で村制施行し、箕輪村が発足[1][2]。大字は編成せず[2]。
- 明治30年（1897年）代にナシの栽培が盛んになる[2]。
- 1906年（明治39年）5月1日、碧海郡安城村、福釜村、赤松村、今村、里村、平貴村、古井村、長崎村（一部）と合併し、町制施行し安城町を新設して廃止された[1][2]。合併後、安城町箕輪となる[2]。

### 地名の由来
箕のように輪（半円形）になった土地の意か。

## 産業
- 農業[2]